# لوکاس آندرسن
لوکاس آندرسن (انگلیسی: Lucas Andersen؛ زادهٔ ۱۳ سپتامبر ۱۹۹۴) بازیکن فوتبال اهل قلمروی دانمارک است.
از باشگاه‌هایی که در آن بازی کرده است می‌توان به باشگاه فوتبال آژاکس آمستردام، باشگاه فوتبال اوبی، باشگاه فوتبال ویلم دوم، و باشگاه فوتبال یانگ آژاکس اشاره کرد.
وی همچنین در تیم‌های ملی فوتبال زیر ۱۷ سال دانمارک، زیر ۱۷ سال دانمارک، زیر ۲۱ سال دانمارک، و دانمارک بازی کرده است.